# Forcipomyia minitheca
Forcipomyia minitheca är en tvåvingeart som beskrevs av Pasquale Marino och Gustavo R. Spinelli 2001. Forcipomyia minitheca ingår i släktet Forcipomyia och familjen svidknott. Inga underarter finns listade i Catalogue of Life.